# Bruno Malitz
Bruno Erwin Fritz Malitz (* 20. Juni 1905 in Lichtenberg bei Berlin; † 19. Oktober 1948 in Dresden) war ein deutscher nationalsozialistischer Kreisleiter im preußischen Landkreis Görlitz.

## Leben
Er war der Sohn des Maurermeisters Paul Heinrich Franz Malitz und dessen Ehefrau Elisabeth Malitz geborene Ranger. Nach dem Schulbesuch der Realgymnasien zu Zerbst und Berlin nahm er eine kaufmännische Ausbildung auf, die er als Diplom-Kaufmann abschloss. Später studierte er Wirtschaftswissenschaften und promovierte. Er war mit Edith, Tochter des Archivrats Theodor Schulze verheiratet.
Zum 1. Juli 1931 trat er in die NSDAP (Mitgliedsnummer 574.258) und im Oktober 1932 in die SA ein. In der SA wirkte er zunächst als Sportreferent und wurde 1934 zum Obertruppführer ernannt. Die folgenden Jahre arbeitete er u. a. beim Matern-Verlag in Berlin und beim Reichsamt Schönheit der Arbeit der Deutschen Arbeitsfront (DAF). Er stieg innerhalb der Sturmabteilung bis zum SA-Obersturmführer auf. Malitz diente als Soldat der Wehrmacht im Zweiten Weltkrieg und nahm an der Invasion von Frankreich teil, zuletzt als Unteroffizier. Am 30. Januar 1941 schied er aus dem Soldatenverhältnis aus. 1941 übernahm er die Funktion des NSDAP-Kreisleiters in Görlitz.

### Kriegsverbrechen
Auf seinen Befehl hin erfolgte Befehl am 11. Februar 1945 die Räumung des KZ-Außenlagers Görlitz vor der heranrückenden Roten Armee. Während des Todesmarsches fanden Erschießungen kranker und gehunfähiger Häftlinge statt. Der Marsch führte durch zahlreiche Dörfer bis nach Rennersdorf, wo sie im provisorischen KZ-Außenlager Rennersdorf untergebracht wurden. Ungefähr 25 Gefangene, die aus gesundheitlichen Gründen nicht in der Lage waren, den Marsch anzutreten, erschoss das Wachpersonal noch vor Abmarsch. Etwa 40 Häftlinge blieben in Görlitz zurück. Malitz ordnete am 8. März 1945 den Rückmarsch an, um die verbleibenden Häftlinge für Schanzarbeiten und zur Errichtung von Panzersperren einzusetzen. Noch am gleichen Tag wurden die Gefangenen durch die Rote Armee befreit. Nach Ende des Zweiten Weltkrieges wurde im Strafprozess in der Stadthalle Görlitz gegen Malitz und den Görlitzer Oberbürgermeister Hans Meinshausen bekannt, dass das Görlitzer KZ im Biesnitzer Grund auch als Hinrichtungsort für sowjetische Kriegsgefangene diente.
Malitz wurde im von Hauptankläger Rolf Helm angestrengten Görlitzer Kriegsverbrecherprozess zum Tode verurteilt. Sein Verteidiger Carl-Albert Brüll blieb mit der Anfechtung des Urteils nicht erfolgreich, sodass das Urteil 1948 in der Untersuchungshaftanstalt Dresden vollstreckt wurde.